# Daegu FC
Daegu FC (kor. 대구 FC) – południowokoreański klub piłkarski założony w 2002, występujący w K League 1. Klub ma siedzibę w mieście Daegu, w prowincji Gyeongsang Północny. W lidze tej zadebiutował w 2003 roku. Największym sukcesem Daegu FC było zdobycie Pucharu Korei Południowej oraz 5. miejsce w K League 1.

## Sukcesy
- K League 2
  - wicemistrzostwo (1): 2016
- Puchar Korei Południowej
  - zwycięstwo (1): 2018

## Stadion
Domowe mecze klub rozgrywa na stadionie Stadion Daegu, który może pomieścić 66422 widzów.

## Skład na sezon 2018
| Nr | Poz. | Piłkarz         |
| -- | ---- | --------------- |
| 1  | BR   | Choi Young-eun  |
| 2  | OB   | Oh Kwang-jin    |
| 3  | OB   | Kim Woo-seok    |
| 5  | OB   | Hong Jeong-woon |
| 6  | OB   | Han Hee-hoon    |
| 7  | NA   | Jeon Hyeon-chul |
| 8  | PO   | Jung Seon-ho    |
| 9  | NA   | Edgar           |
| 10 | NA   | Zé Roberto      |
| 11 | NA   | Cesinha         |
| 14 | NA   | Kim Dae-won     |
| 15 | NA   | Lim Jae-hyeok   |
| 16 | OB   | Gang Yoon-goo   |
| 18 | NA   | Jung Seung-won  |
| 19 | PO   | Lee Hae-woong   |
| 20 | PO   | Hwang Soon-min  |
| 21 | BR   | Jo Hyeon-woo    |
| 22 | OB   | Jeong Woo-jae   |
| 23 | PO   | Ye Byeong-won   |
| 25 | PO   | Min Kyung-min   |

| Nr | Poz. | Piłkarz          |
| -- | ---- | ---------------- |
| 26 | PO   | Ko Jae-hyeon     |
| 28 | PO   | Lee Dong-keon    |
| 29 | PO   | Ryu Jae-moon     |
| 30 | NA   | Kim Jin-hyuk     |
| 31 | BR   | Lee Hyeon-woo    |
| 32 | NA   | Jung Chi-in      |
| 33 | OB   | Kim Tae-han      |
| 34 | OB   | Jin Dong-hwi     |
| 35 | PO   | Seo Jae-min      |
| 36 | PO   | Park Han-bin     |
| 37 | PO   | Oh Hoo-sung      |
| 38 | PO   | Jang Sung-won    |
| 39 | PO   | Jeon Joo-hyeon   |
| 40 | PO   | Cho Yong-jae     |
| 41 | BR   | Son Jae-hyeok    |
| 42 | NA   | Son Seok-yong    |
| 44 | PO   | Tsubasa Nishi    |
| 45 | NA   | Jung Choong-yeop |
| 41 | BR   | Kim Tae-ho       |
| 99 | NA   | Cho Suk-jae      |